# Partido Obrero Socialista Revolucionario (1890)
- Para el partido socialista francés denominado Partido Obrero Socialista Revolucionario entre 1882 y 1883, véase Federación de Trabajadores Socialistas de Francia.

El Partido Obrero Socialista Revolucionario (Parti ouvrier socialiste révolutionnaire, en francés) fue un partido político socialista francés. Surgió en 1890 de una escisión de la Federación del Partido de los Trabajadores Socialistas (FPTSF), formada por su ala marxista ortodoxa y liderada por Jules Guesde y Paul Lafargue. En 1902 se integró con la FTSF, continuadora de la FPTSF, y el Centro de Socialistas Independientes (CSI), para formar el Partido Socialista Francés.
- Datos: Q2705289